# Patrick Magee
Patrick George Magee (Armagh, 31 marzo 1922 – Londra, 14 agosto 1982) è stato un attore britannico.
È noto per le collaborazioni con Samuel Beckett e Harold Pinter e per le apparizioni in alcuni film horror, oltre che in due capolavori di Stanley Kubrick, Arancia meccanica (1971), in cui interpreta lo scrittore vittima di Alex DeLarge, e Barry Lyndon (1975), dove ha il ruolo del Cavaliere di Balibari, un avventuriero che prende con sé Barry.

## Biografia
Sposato con Belle Sherry e padre di due gemelli (Mark e Caroline, nati nel 1961), decise di cambiare il cognome quando vide stabilirsi la sua fama sul palcoscenico. Attore prevalentemente di teatro, capace di recitare in inglese e in irlandese, noto per gli eccessi alcolici, apparve in parti minori anche ne Il servo (1963) di Joseph Losey, nel Marat/Sade (1966) di Peter Brook, in cui interpretò il Marchese, e in film di William Friedkin, Roger Corman, Lucio Fulci e Walerian Borowczyk.

### Magee e Beckett
Nel 1957 incontrò Samuel Beckett e registrò alcune sue opere per la radio. Per la BBC, con la regia di Donald McWhinnie registrò Embers e A Piece of Monologue. Con la regia di Martin Esslin, Rough for Radio II e con la regia di Michael Bakewell, Words and Music. A queste vanno aggiunte letture da Molloy, From an Abandoned Work e Texts for Nothing. Da alcune di queste registrazioni venne realizzato più tardi un cofanetto di CD.
A Beckett piaceva talmente la voce di Magee da decidersi a scrivere Krapp's Last Tape appositamente per lui (questa registrazione BBC in video fu realizzata nel 1972). Anthony Cronin, nella sua biografia di Beckett, scrive che in qualche modo sembrava che i due si aspettassero a vicenda. Il collega Jack MacGowran ricorda di come l'incontro con Beckett gli cambiò la vita e di come Beckett lo diresse da sé in Endgame, dove l'attore riuscì persino a fargli cambiare una parola (da "queer" a "strange").
Morì nel 1982, a 60 anni, per un infarto.

## Filmografia

### Cinema
- Giungla di cemento (The Criminal), regia di Joseph Losey (1960)
- Rag Doll, regia di Lance Comfort (1961)
- Never Back Losers, regia di Robert Tronson (1961)
- The Boys, regia di Sidney J. Furie (1962)
- A Prize of Arms, regia di Cliff Owen (1962)
- I diavoli del Grand Prix (The Young Racers), regia di Roger Corman (1963)
- The Very Edge, regia di Cyril Frankel (1963)
- Terrore alla 13ª ora (Dementia 13), regia di Francis Ford Coppola (1963)
- Il servo (The Servant), regia di Joseph Losey (1963)
- Zulu, regia di Cy Endfield (1964)
- Ventimila sterline per Amanda (Séance on a Wet Afternoon), regia di Bryan Forbes (1964)
- La maschera della morte rossa (The Masque of the Red Death), regia di Roger Corman (1964)
- Il teschio maledetto (The Skull), regia di Freddie Francis (1965)
- La morte dall'occhio di cristallo (Die, Monster, Die!), regia di Daniel Haller (1965)
- Marat/Sade, regia di Peter Brook (1966)
- Lo sbarco di Anzio (The Battle for Anzio), regia di Edward Dmytryk e Duilio Coletti (1968)
- Festa di compleanno (The Birthday Party), regia di William Friedkin (1968)
- Uno sporco contratto (Hard Contract), regia di S. Lee Pogostin (1969)
- Cromwell, regia di Ken Hughes (1970)
- Al soldo di tutte le bandiere (You Can't Win 'Em All), regia di Peter Collinson (1970)
- Re Lear (King Lear), regia di Peter Brook (1971)
- Le troiane (The Trojan Women), regia di Michael Cacoyannis (1971)
- Arancia meccanica (A Clockwork Orange), regia di Stanley Kubrick (1971)
- The Fiend, regia di Robert Hartford-Davis (1971)
- Blind Alleys, episodio di Racconti dalla tomba (Tales from the Crypt), regia di Freddie Francis (1972)
- Gli anni dell'avventura (Young Winston), regia di Richard Attenborough (1972)
- Mannequins Of Horror, episodio di La morte dietro il cancello (Asylum), regia di Roy Ward Baker (1972)
- La papessa Giovanna (Pope Joan), regia di Michael Anderson (1972)
- Rose rosse per il demonio (Demons of the Mind), regia di Peter Sykes (1972)
- La maledizione (And Now the Screaming Starts!), regia di Roy Ward Baker (1973)
- I diamanti dell'ispettore Klute (Lady Ice), regia di Tom Gries (1973)
- Alfa e omega, il principio della fine (The Final Programme), regia di Robert Fuest (1973)
- Simona, regia di Patrick Longchamp (1974)
- Galileo, regia di Joseph Losey (1975)
- Barry Lyndon, regia di Stanley Kubrick (1975)
- Telefon, diretto da Don Siegel (1977)
- Les Sœurs Brontë, regia di André Téchiné (1979)
- La spada di Hok (Hawk the Slayer), regia di Terry Marcel (1980)
- Taglio di diamanti (Rough Cut), regia di Don Siegel (1980)
- Sir Henry at Rawlinson End, regia di Steve Roberts (1980)
- Il club dei mostri (The Monster Club), regia di Roy Ward Baker (1981)
- Momenti di gloria (Chariots of Fire), regia di Hugh Hudson (1981)
- Black Cat (Gatto nero), regia di Lucio Fulci (1981)
- Nel profondo del delirio (Docteur Jekyll et les femmes), regia di Walerian Borowczyk (1981)
- The Sleep of Death, regia di Calvin Floyd (1981)

### Televisione
- I gialli di Edgar Wallace (The Edgar Wallace Mystery Theatre) – serie TV, episodi 2x06-4x06 (1961-1963)
- Gli invincibili (The Protectors) – serie TV, episodio 1x22 (1973)
- The Flipside of Dominick Hide, regia di Alan Gibson (1980)
- Another Flip for Dominick (1982)

## Doppiatori italiani
Nelle versioni in italiano delle opere in cui ha recitato, Patrick Magee è stato doppiato da:
- Giorgio Capecchi in Il servo, La maschera della morte rossa
- Emilio Cigoli in I diavoli del Grand Prix
- Silvio Spaccesi in Arancia meccanica
- Gino Baghetti in Il teschio maledetto
- Alberto Lionello in Barry Lyndon
- Sergio Fiorentini in Black Cat (Gatto nero)
- Gabriele Carrara in Telefon